# スクリュー

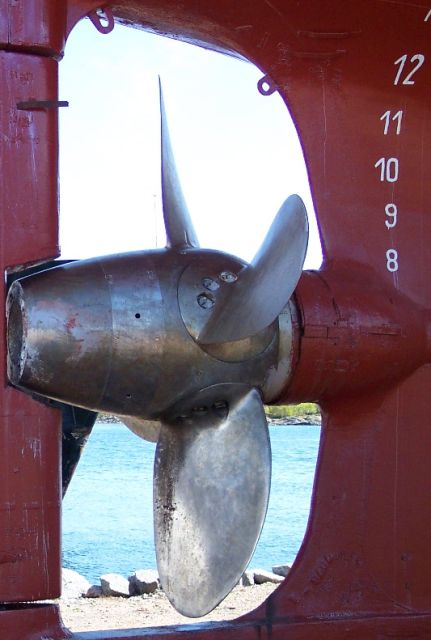
船舶のスクリュー（スクリュープロペラ）。

スクリュー（英語: screw [skruː]、スクルー）は、流体中で回転することで回転軸方向に流体の流れを生む推進装置である。あるいは逆に、流体の流れを受けて回転するものもあり、より一般的には、流体の流れと回転とを相互変換する装置であると言える。

## 概要
「スクリュー」の語はブタの尻尾に由来し、英語では螺旋状の回転部品全般を表す言葉として螺子（ねじ）もこれに含まれ、ねじ回し工具を「スクリュードライバー」などと言うような例がある。古くからあるスクリューであるアルキメデスのスクリューは螺子と同様の螺旋型で、作動するのが流体中か固体中かという違いはあるが、力学的には螺子と似ている。現代のスクリュープロペラも、非常に短い螺旋であると言える。このほか、螺旋形の流体機械としては他にスクリュー圧縮機のローターがあるが、これは螺子ともスクリューとも原理が異なるので、ここでは扱わない。
「スクリュー」と似たように使われる語に「プロペラ」がある。語義としては「screw」は推進装置に限らず螺旋状のものをあらわす語である。
「propel」は「推進する」ことを意味し、ロケットエンジンの推進剤などを指す「プロペラント」や、推進のための駆動力を伝達する「プロペラシャフト」といった語にも含まれる。一般に使われる日本語では、航空機用がプロペラ、船舶用がスクリュー、と使い分ける傾向があるが、先述の「スクリュープロペラ」や「スーパーキャビテーション・プロペラ」などのように、船舶工学の専門用語や、海事などの業界用語ではもっぱら「プロペラ」（略称：ペラ）と呼ばれることがかなり多く、一般的な使い分けが必ずしもいつも通用するわけではない。

## 用途

### 回転から流れへ
- スクリュープロペラ。水流の反作用を推進力とする。
- 流体の輸送。
- 流体の攪拌。
- 塑性固体（ゲル、ペーストなど）の破砕。

### 流れから回転へ
- 水車。原動機として。
- 流速計。

## 舶用プロペラと飛行機用プロペラ
|              | 舶用           | 飛行機用       |
| ------------ | -------------- | -------------- |
| レイノルズ数 | 低レイノルズ数 | 高レイノルズ数 |
| 回転速度     | 低速           | 高速           |
| アスペクト比 | 幅広           | 幅狭           |
| 揚抗比       | 低揚抗比       | 高揚抗比       |
| 流体の相     | 主に液体       | 気体           |
| 流体の密度   | 高密度         | 低密度         |
| 流体の粘性   | 高粘性         | 低粘性         |
| 流体の流入元 | 周囲180°       | まっすぐ前方   |

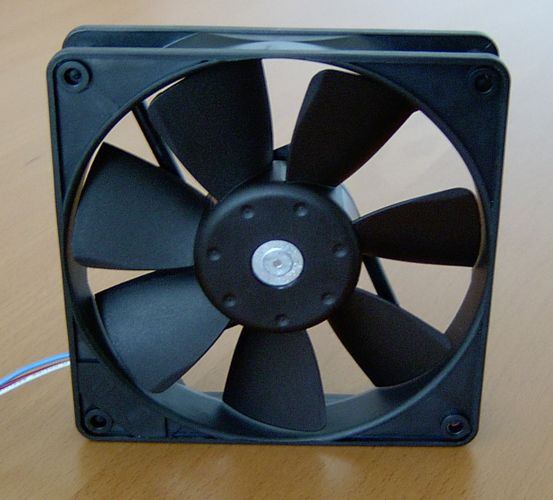
ファン

前述のように、「航空分野ではプロペラ、舶用ではスクリュー」という、一般にはよく使われている語の使い分けは、必ずしもいつも通用するものではない。専門的な議論であるので、ここの節タイトル等では専門用語的な用法に従った。
原理原則から考えるならば、対象とする流体と基本的な物理（力学）的な特性として、以下の要素があるものと考えられる。
- 圧縮流体（気体）か非圧縮流体（液体）か - 非圧縮流体の場合に特異な問題としてキャビテーション（cavitation、キャヴィテーション）がある。
- レイノルズ数 - 同じ形状のまま拡大縮小しても、レイノルズ数の違いにより現象は相似にならない。一方、違う物質などによる現象でも、レイノルズ数が近ければ相似した現象となる。
- 静止に近い流体に対して比較すると速い流れを作ろうとするものか、それなりに流れがあるものに対しわずかにそれを加速した流れを作るものか

プロペラが使われる対象・状況について以上の3点について可能な任意の組合せを取り得る。上の表は、空中のヴィークルと水上（水面）のヴィークルという2種類の類型の場合における組合せと、そこから効率等を基にした最適化よって導出されるいくつかの形態についてまとめたものと言える。また特に、レイノルズ数はスケールしないという性質があり、室内用模型飛行機等のように小さなものがゆっくり動いている場合にはレイノルズ数はかなり小さくなり、逆に風力発電用の大型風車の強風時のレイノルズ数などはかなり大きくなる。例えば模型飛行機は、実機大のものとは独立した研究対象となっている（「模型航空」の記事などを参照）。
舶用プロペラの揚抗比は航空機用プロペラに比べれば低いが、それでも現代の舶用プロペラは、揚抗比がかなり高く主に揚力を使う。一方、アルキメデスのスクリューは抗力が主となる形態であった。直接的に抗力を使う推進器として外輪船の外輪がある。一般に、揚力機械は抗力機械より効率がよく、舶用プロペラは低揚抗比から現在の高揚抗比へと進化してきた。

## 歴史

アルキメデスのスクリュー

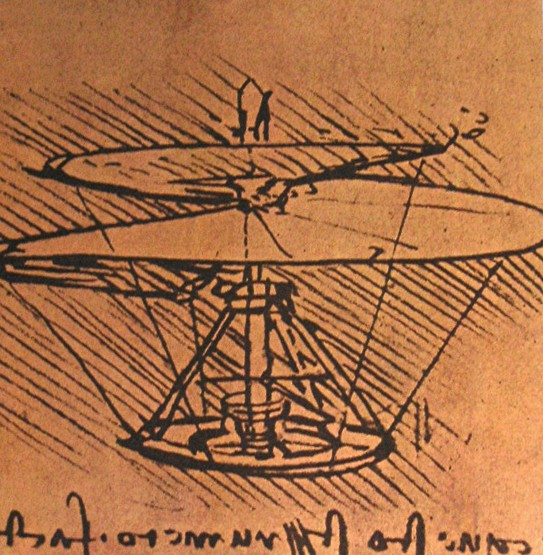
ダビンチのヘリコプター。空気中で動作する「スクリュー」を持っている。

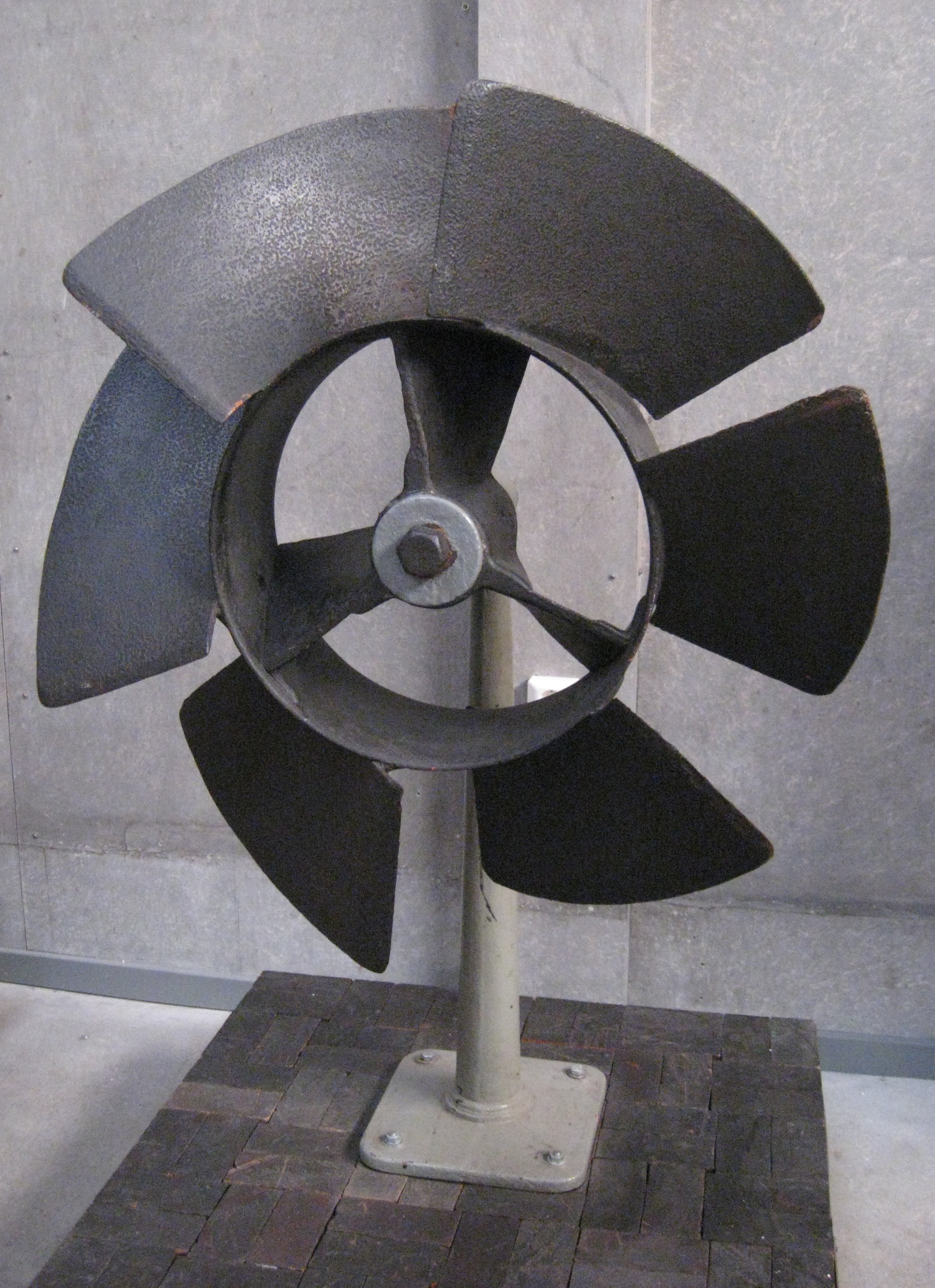
ジョン・エリクソンのスクリューを手本として C F Wahlgren が設計したスクリュー。蒸気船 s/s Flygfisken で1843年から使われた。

スクリュープロペラの原理は艪（ろ）による推進と同じである。なお艪は東洋では比較的多く使われていたが、ヨーロッパではヴェネツィアのゴンドラぐらいでしか見られない。ただしヴェネツィアのゴンドラの漕ぎ方は艪と櫂の中間である。例えば、カヌーを一本の櫂で漕ぐ場合の漕ぎ方も比較的近いが、同一ではない。中国での艪の使用は3世紀にまで遡る。
艪では、単一の板を弧を描くように操作し、水を効率よく押すようにする。スクリュープロペラはこれを改良し、羽根が360度回転し、常に効率的な角度で水を推すようにした。一枚羽根のスクリュープロペラも存在するが、一般に常に力が均等にかかるように複数枚の羽根を使う。
スクリュープロペラの起源はアルキメデスにまで遡る。アルキメデスは灌漑用に水を汲み上げたり、船底に溜まった水をくみ出すのにスクリューを使った。それが有名なアルキメディアン・スクリューである。アルキメデスは螺旋を研究しており、エジプトで何世紀も前から使われていた水車にヒントを得て、螺旋状の動きを応用したものと考えられる。レオナルド・ダ・ヴィンチは同じ動作原理を理論的なヘリコプターに使った。ダ・ヴィンチが描いたヘリコプターには、上部に巨大な布製のスクリューが付いている。
1776年、デヴィッド・ブッシュネルは自作のタートル潜水艇で人力駆動のスクリューを使用した。1784年、J. P. Paucton は、同様のスクリューを使ったジャイロコプター風の航空機を提案したが、そのスクリューは揚力と推力の両方を発生させることになっていた。同じころ、ジェームズ・ワットが船の推進にスクリューを提案しているが、自身が開発した蒸気機関にはスクリューを採用しなかった。なお、スクリューによる船の推進という考え方はワットの発明ではなく、1世紀前に Toogood と Hays が考案している。ただしワットのころにはそれも忘れ去られていた。
1827年、チェコ系オーストリア人の建築家ヨーゼフ・レッセルは、円錐状の中心軸に複数枚の羽根を装着したスクリューを発明した。オーストリア帝国の海軍の下で開発と試験が行われ、従来の方式よりも蒸気船を格段に高速化できることがわかった。しかしすぐ実用化されることはなく、1835年フランシス・ペティ・スミスが新たなスクリューの製造法を発見する。スミスのスクリューは当初は木製だったため、試験中にスクリューが半壊したが、うまい具合に残った形状が現代のスクリューのようになり、かえって船の速度が増したという。同じ頃、フレデリック・ソヴァージュとジョン・エリクソンも似たような特許を申請しており、3人のうち真の発明者は誰かという問題には結論が出ていない。エリクソンはモニターというスクリュー推進の装甲艦を設計した。この艦は南北戦争中の1862年にアメリカ連合国海軍のヴァージニアと交戦したことで知られている。
イギリス海軍は外輪船よりもスクリュー船が優れていることを確認しようとした。まずスミスに試験的に初のスクリュー推進の蒸気船アレキサンダー号を建造させた（1839年）。次に排水量900t級・エンジン定格200hp級の外輪式スループ船アレクトー号（1839年）とほぼ同級のスクリュー式スループ船ラットラー号を1843年に建造、ラットラー号は既存外輪船と徹底的に比較された。特に有名なテストは、同クラス同出力のラットラーとアレクトーの両船で「綱引き」を試みた1845年3月の試験で、ラットラーがアレクトーを2.8ノットの速さで引きずり回し、スクリューの優位性が誰の目にも明らかとなった。なお、この件にはスクリュー駆動の鋼船グレート・ブリテン号（1843年）を建造したイザムバード・キングダム・ブルネルの働きかけが大きく影響している。
19世紀後半、スクリューに関する力学的研究が進んだ。ウィリアム・ランキン（1865年）らが理想的なスクリュープロペラの数理モデルを構築した。スクリューは厚さのない円盤にモデル化され、中心軸を一定の速度で回転させるものとした。すると円盤の周囲に流れが生じる。このようにして、回転力と推進力の関係が数式化された。さらにウィリアム・フルード（1878年）らがスクリュープロペラの数学的理論を確立していき、それによってスクリューの羽根の形状が進化していった。
ライト兄弟を先駆者として、スクリュープロペラは飛行機の推進用のプロペラに応用されるようになっていった。
内燃機関でスクリューを駆動する方式を最初に採用したのは、フレデリック・ランチェスターが製作した小型ボートだった。オックスフォードで1904年、試験航行が行われた。